# Bob ai XII Giochi olimpici invernali - Bob a quattro maschile
La gara di bob a quattro maschile ai XII Giochi olimpici invernali si è disputata il 13 febbraio e il 14 febbraio a Innsbruck.

## Atleti iscritti
| America (16)                                   | America (16)                                          | America (16)                              |
| ---------------------------------------------- | ----------------------------------------------------- | ----------------------------------------- |
| - Canada (8)                                   | - Stati Uniti (8)                                     |                                           |
| Asia (4)                                       |                                                       |                                           |
| - Giappone (4)                                 |                                                       |                                           |
| Europa (65)                                    |                                                       |                                           |
| - Austria (9) - Francia (4) - Germania Est (8) | - Germania Ovest (8) - Italia (8) - Gran Bretagna (8) | - Romania (8) - Svezia (4) - Svizzera (8) |

## Risultati
| Pos. | Nazione           | Atleti                                                                 | Manche1 | Manche2 | Manche3 | Manche4 | Totale  | Distacco |
| ---- | ----------------- | ---------------------------------------------------------------------- | ------- | ------- | ------- | ------- | ------- | -------- |
|      | Germania Est I    | Meinhard Nehmer Jochen Babock Bernhard Germeshausen Bernhard Lehmann   | 54.43   | 54.64   | 55.51   | 55.85   | 3:40.43 |          |
|      | Svizzera II       | Erich Schärer Ulrich Bächli Rudolf Marti Josef Benz                    | 54.96   | 54.81   | 55.28   | 55.84   | 3:40.89 | +0.46    |
|      | Germania Ovest I  | Wolfgang Zimmerer Peter Utzschneider Bodo Bittner Manfred Schumann     | 54.82   | 54.87   | 55.53   | 56.15   | 3:41.37 | +0.94    |
| 4    | Germania Est II   | Horst Schönau Horst Bernhardt Harald Seifert Raimund Bethge            | 55.11   | 55.12   | 55.63   | 56.58   | 3:42.44 | +2.01    |
| 5    | Germania Ovest II | Georg Heibl Hans Morant Siegfried Radandt Fritz Ohlwärter              | 54.92   | 54.98   | 55.70   | 56.87   | 3:42.47 | +2.04    |
| 6    | Austria II        | Werner Delle Karth Heinz Krenn / Andreas Schwab Otto Breg Franz Köfel  | 54.66   | 55.80   | 56.10   | 56.65   | 3:43.21 | +2.78    |
| 7    | Austria I         | Fritz Sperling Kurt Oberhöller Gerd Zaunschirm Dieter Gehmacher        | 55.51   | 55.62   | 56.05   | 56.61   | 3:43.79 | +3.36    |
| 8    | Romania I         | Dragoş Panaitescu-Rapan Paul Neagu Costel Ionescu Gheorghe Lixandru    | 55.54   | 55.51   | 56.18   | 56.68   | 3:43.91 | +3.48    |
| 9    | Svizzera I        | Fritz Lüdi Thomas Hagen Rudolf Schmid Karl Häseli                      | 55.29   | 55.33   | 56.37   | 57.05   | 3:44.04 | +3.61    |
| 10   | Francia I         | Gérard Christaud-Pipola Alain Roy André Belle Serge Hissung            | 55.75   | 55.66   | 56.43   | 57.06   | 3:44.90 | +4.47    |
| 11   | Italia II         | Nevio De Zordo Ezio Fiori Roberto Porzia Lino Benoni                   | 55.75   | 55.80   | 57.08   | 57.17   | 3:45.80 | +5.37    |
| 12   | Italia I          | Giorgio Alverà Piero Vegnuti Adriano Bee Francesco Butteri             | 55.59   | 55.92   | 56.94   | 57.42   | 3:45.87 | +5.44    |
| 13   | Gran Bretagna I   | Jackie Price Colin Campbell Bill Sweet Gomer Lloyd                     | 56.02   | 56.07   | 56.72   | 57.58   | 3:46.39 | +5.96    |
| 14   | Romania II        | Ion Panțuru Constantin Romaniuc Alexe Gheorghe Tănăsescu Mihai Nicolau | 56.09   | 56.23   | 56.81   | 57.57   | 3:46.70 | +6.27    |
| 15   | Stati Uniti I     | Jimmy Morgan Peter Brennan John Proctor Thomas Becker                  | 56.09   | 56.08   | 56.96   | 57.59   | 3:46.72 | +6.29    |
| 16   | Svezia I          | Carl-Erik Eriksson Jan Johansson Leif Johansson Kenth Rönn             | 56.12   | 56.48   | 56.87   | 57.65   | 3:47.12 | +6.69    |
| 17   | Canada I          | Colin Nelson Thomas Stehr David Veale Jim Lavalley                     | 55.97   | 56.67   | 57.49   | 57.89   | 3:48.02 | +7.59    |
| 18   | Giappone I        | Susumu Esashika Kazumi Abe Rikio Sato Kimihiro Shinada                 | 56.47   | 56.97   | 57.78   | 58.19   | 3:49.41 | +8.98    |
| 19   | Stati Uniti II    | William Hollrock, III Earl Frisbie Frederick Fritsch Phil Duprey       | 56.61   | 56.86   | 57.89   | 58.35   | 3:49.71 | +9.28    |
| 20   | Gran Bretagna II  | Mark Agar Anthony Norton Graham Sweet Andrew Ogilvy-Wedderburn         | 57.21   | 56.88   | 57.75   | 58.01   | 3:49.85 | +9.42    |
| 21   | Canada II         | Christopher Frank William Dunn Christopher Martin Brian Vachon         | 57.43   | 56.87   | 57.87   | 58.69   | 3:50.86 | +10.43   |